# 乃美宗勝
乃美 宗勝（のみ むねかつ）は、戦国時代から安土桃山時代にかけての武将。小早川氏の家臣で、居城は安芸国豊田郡忠海の賀儀城（かぎじょう）。沼田小早川氏の庶流・浦氏の当主とされることや、宗勝が本拠とした忠海を含む浦郷の在名から、浦 宗勝（うら むねかつ）とも呼ばれる。通称は新四郎、兵部丞。

## 生涯

### 小早川隆景に仕える
大永7年（1527年）、竹原小早川氏の重臣で独立領主的な性格も有する乃美氏当主・乃美賢勝の第四子として生まれる。
天文11年（1542年）、大内義隆の出雲遠征（第一次月山富田城の戦い）に従軍し、島根郡における戦いにおいて16歳で初陣を果たし、鼻を負傷したものの槍働きにて感状を与えられる。
宗勝は小早川氏の家督を継承した小早川隆景に仕え、隆景の初陣となった天文16年（1547年）の大内義隆による備後神辺城攻めでは小早川隆景の軍に属し、小早川軍が単独で攻め落とした神辺城の支城である坪生要害（龍王山城）攻めにおいて、宗勝自ら多くの敵を討ち取った（神辺合戦）。その武功を同年5月9日に元就に賞された。

### 厳島の戦いと防長経略
天文24年（1555年）の厳島の戦いでは、村上吉充、村上武吉と血縁関係があったことから、村上水軍を味方に引き入れるべく交渉し、毛利元就の「一日だけ軍船をお借りしたい」との言葉を伝えたとされる。村上通康らは決断を下し、宗勝は村上水軍を味方に引き入れ、厳島の戦いの勝利と陶晴賢の自害に貢献することとなった。
厳島の戦い後、天文24年（1555年）10月より始まる防長経略でも隆景に従って小早川水軍の主力として水軍を率いて活動した。弘治3年（1557年）3月頃の宗勝は村上水軍の兵船と共に瀬戸内海を警戒して大内義長の逃走防止に当たっており、周防国山口を放棄した大内義長や内藤隆世らが長門国且山城に入って籠城したことを探知すると、直ちに防府の在陣する元就に報告した。同年3月15日に宗勝の報告を受け取った元就は、急遽赤川元保、桂元親、粟屋元親、児玉就忠らに且山城攻撃を命じ、次いで山口に在陣する福原貞俊と志道元保も派遣し、阿曽沼広秀や兼重元宣らも手勢を率いて且山城攻撃に加わった。

### 九州・四国における戦い
毛利氏が九州に進出すると宗勝もそれに従い、永禄4年（1561年）の門司城攻防戦にも参加。同年10月10日の大友軍の一斉攻撃においては小早川氏の警固衆を率いて奮戦し、大友軍を切り崩して毛利方の大勝をもたらした。『吉田物語』によると、この時の戦いで宗勝は敵前に上陸し、大友方の勇将・伊美鑑昌（伊美弾正左衛門統正）と一騎討ちを演じ、負傷するも怯まず伊美鑑昌の首を取ったという。その後、勝算を失った大友方は11月5日に門司から撤退するが、同日夜から翌11月6日にかけて、宗勝率いる小早川氏の警固衆や村上水軍を含む毛利方の警固衆が大友軍を追撃し、豊前国の京都郡黒田原と仲津郡国分寺原の間で大友軍に立ち塞がって大勝した。
永禄5年（1562年）に大友氏家臣・高橋鑑種が毛利氏へ味方した際に要求した見返りに関して毛利方の杉連緒との軋轢があり、翌永禄6年（1563年）3月頃に杉連緒配下で豊前国香春岳城の杉修理進に「雑意の儀」が見られたが、宗勝は杉修理進を長門国赤間関に呼び寄せて対処したため大事に至らずに済む。
永禄8年（1565年）、所領である安芸国豊田郡忠海に賀儀城を築城し、拠点とする。
永禄11年（1568年）4月の吉川元春と小早川隆景の伊予出兵に先立って、宗勝は来島村上氏の村上吉継が守る伊予鳥坂城の救援のため出陣。この時、鳥坂城は宇都宮豊綱に従う菅田直之と津野定勝が率いる幡多衆の攻撃を受けて苦境に陥っていたが、宗勝の来援によりたちまち形成は逆転した。その後間もなく吉川元春と小早川隆景の率いる毛利本軍が伊予に到着し、宇都宮豊綱を打ち破って降伏させている。同年5月6日、伊予出兵における武功を隆景に賞され、国盛の太刀一腰を与えられた。
永禄12年（1569年）の立花山城攻防戦でも活躍し、立花山城攻略後はその城代となって筑前防衛の主将として行動した。しかし、大友宗麟の支援を受けた大内輝弘の周防国侵入（大内輝弘の乱）により、10月15日夜に毛利軍主力は大内輝弘征伐のため立花山城から撤退。立花山城には宗勝、桂元重、坂元祐がわずかな兵と共に残り、その後1ヶ月余り持ちこたえて大内輝弘とその与党が掃討されるのを見届けると、11月21日に開城し、戸次鑑連（立花道雪）らに城を明け渡した。開城の約束通り、毛利軍は堂々と安芸へ撤退し、戸次鑑連もそれを追撃することはなかった。
元亀元年（1570年）5月22日、元就は立花山城における宗勝や坂元祐らの武功を比類無きものと称賛し、褒美を与える旨を述べている。
永禄12年（1569年）から天正9年（1581年）にかけて、所領である安芸国忠海に自身の菩提寺として勝運寺の建立した。

### 備中常山城攻撃と鶴姫
天正3年（1575年）は備中国へも転戦し、ここでも主力として活動している。上野隆徳が守る備中常山城を攻撃した際に、落城寸前の城内から鶴姫（上野隆徳の妻、三村元親の妹）が34人の侍女を率い、自ら出陣して猛攻を仕掛けた。そのあまりの突撃に毛利軍も驚いて壊走した。宗勝は鶴姫に見つかり、良き相手と勝負を挑まれたが、「女とは戦えぬ」と説得。勝負を諦めた鶴姫は伝家の宝刀である「国平の太刀」を宗勝に渡し、城内へ戻って自害した（常山合戦）。

### 織田氏との戦い
天正4年（1576年）5月、毛利氏と同盟する播磨国英賀の領主である三木通秋の所領に入り、三木軍と合流して5,000の兵で播磨国衆の中でも親織田派であった小寺孝高（黒田孝高）と交戦するも敗北した（英賀合戦）。
石山本願寺から兵糧補給要請を受けた毛利輝元は、宗勝と児玉就英を主将とし、その他に福間元明、井上春忠、村上元吉、村上吉充ら安芸・備後・伊予の水軍に700～800艘の警固船を率いて東航させ、同年6月には淡路国津名郡岩屋を占拠して十分に準備を整えた後の7月12日に岩屋を出発し、和泉国和泉郡貝塚で雑賀衆と合流。翌7月13日に堺や住吉を経て木津川口において織田氏配下の水軍と激突し、焙烙を多用した毛利水軍の攻撃により織田水軍は壊滅。無事に石山本願寺に兵糧を運び込むことに成功した（第一次木津川口の戦い）。足利義昭は毛利方の勝利を「西国移座始勝利」として、同年10月15日に輝元と隆景を通じて宗勝、児玉就英、井上春忠の木津川口における戦功を賞した。また、同年10月22日には本願寺の役僧である無庵紹意が宗勝に書状を送り、第一次木津川口の戦いにおける兵糧搬入の際の宗勝の功を「天下之誉」と称賛した。
さらに、天正5年（1577年）2月7日、隆景は前年以来の宗勝の上方での長期間の出兵における軍忠と辛労を賞賛し、御服と金覆輪の太刀一腰を宗勝に与えている。
同年7月、織田氏との抗争における必要性により、毛利氏は三好方から毛利方に転向した讃岐元吉城主・三好長安への援軍として冷泉元満を派遣し、元吉城の普請等にあたらせたが、閏7月20日早朝から長尾氏、羽床氏、安富氏、香西氏、田村氏、三好安芸守ら三好方の讃岐惣国衆が元吉城を攻撃したため、宗勝、児玉就英、井上春忠、村上元吉らの水軍が元吉城の向かいにある摺臼山に急行し、元吉城下における合戦で三好軍に勝利した（元吉合戦）。
天正6年（1578年）5月7日、真木島昭光が宗勝に書状を送り、宗勝の長期間の出兵を賞し、尼子勝久を大将とする尼子再興軍の守る上月城攻めにおいて戦功を挙げることが肝要であるとの足利義昭の上意を伝える。
同年11月6日の第二次木津川口の戦いでは、鉄甲船を使用した九鬼水軍の前に敗北を喫した。同年12月に織田信忠が荒木村重の属城である花隈城を攻撃しようとすると、淡路に在陣していた宗勝は桂広繁や有田範房と共に援軍として花隈城に急行し籠城した。これに対し、織田信忠は花隈城を攻め落とし難いと判断し撤退した。
天正7年（1579年）、別所長治が籠城する三木城への兵糧搬入のため、宗勝と児玉就英が主将を務める兵船200余艘が出陣し、播磨国明石郡魚住に廻航。この動きに対し、羽柴秀吉は三木城付近の君ヶ峰を始めとした諸所に30余りの付城を築いてその間に役所を構え、更に要所要所に塀を掛け乱杭・逆茂木を堅固に備えて対抗した。毛利方は9月9日の丑の刻に生石治家を将とする一隊が密かに上陸して三木城兵の案内を受けて美嚢郡平田の羽柴方の付城を襲撃し、付城を守る羽柴秀吉の与力・谷衛好を討ち取った。この戦闘の間に三木城の城兵が兵糧を運び入れる動きを見せると、秀吉は兵糧の搬入を阻止するために出陣し、三木城から打って出ていた別所長治の叔父・別所賀相の軍と美嚢郡大村において交戦。別所方は別所賀相の弟である別所安之を始めとした多くの将兵が戦死する敗戦となったが、その間に三木城への兵糧搬入は成功した。
天正10年（1582年）2月に備前国児島において宇喜多氏と戦った八浜合戦で毛利軍は宇喜多基家を討ち取って勝利し、児島西岸以西の制海権確保に成功する。同年4月4日には秀吉が備前国岡山に到着したため、児島に渡海していた毛利軍は秀吉への決戦に臨むべく移動し、宗勝は常山城に在番した。
毛利氏と織田氏の争いが続く中、天正9年（1581年）の年末頃に来島村上氏の来島通総と能島村上氏の村上武吉・元吉父子が毛利氏を離反するとの雑説が流れ始め、実際に天正10年（1582年）3月以前に来島通総が羽柴秀吉の調略に応じて毛利氏に反旗を翻した。一方、村上武吉・元吉父子は宗勝の説得が功を奏して毛利方に留めることに成功したが、この時宗勝が村上武吉・元吉父子に与えた起請文によると、一時は毛利氏からの離反を決意するに至っていたことが分かっている。
また、同じ頃に織田方の調略が乃美氏にも及んでおり、宗勝とその嫡男・盛勝の2人に対して、蜂須賀正勝と黒田孝高が天正10年（1582年）3月3日付けで書状を送り調略を行っているが、宗勝はこれ以降も引き続き織田方との戦いの最前線で、前述した能島村上氏の毛利方への引き留め、毛利方に留まった因島村上氏との連絡、毛利方から離反した来島村上氏の村上吉継の調略、毛利方の伊予河野氏との連携など、毛利方としての活躍を続けていることから、織田方からの調略を一顧だにしていないことは明白である。一方で、蜂須賀正勝と黒田孝高は、宗勝・盛勝父子の2人宛てへの調略の書状とは別に盛勝のみに対し「盛勝単独の同心でも歓迎する」、「宗勝と共に降れば安芸・周防・長門の3国と黄金500枚は望みのままに進上し、盛勝のみの場合でも先の3国の内の1国と黄金100枚を与える」といった旨の書状を送っており、隆景と宗勝の信頼関係から宗勝離反の可能性は低いものの、まだ若年の盛勝であれば離反の可能性があると見込んだと考えられている。しかし、これ以降の盛勝の動向は不明となっており、秀吉からの調略に盛勝が揺れたことに気付いた宗勝によって廃嫡された可能性が指摘されている。なお、盛勝の後見をしていた老臣の山本宗玄・与助父子が羽柴秀吉の勧誘に応じることがかえって毛利氏の為に取り計らうことになると主張したところで盛勝が病で急死し、盛勝の死を山本宗玄父子の陰謀と見なした浦六兵衛と有田又兵衛が父子を討ち果たし、織田方への抵抗を継続することとしたという話も伝わっている。
同年6月2日の本能寺の変で織田信長が死去したことが毛利家に身を寄せている足利義昭に伝わると、6月13日に義昭は毛利家による上洛を急ぐ旨の書状を宗勝に送っている。
同年7月5日、宗勝が来島村上氏との2度の合戦で勝利した武功により、小早川隆景から太刀一腰を与えられる。

### 豊臣政権下
天正13年（1585年）9月に小早川隆景が豊臣秀吉から伊予国を与えられると、隆景は伊予国内の城郭整理を図っており、翌天正14年（1586年）3月に宗勝に対し、曽根城・恵良城・しらされ城の3ヶ城を破却して道具以下は湯築城へ運び込むこと、祖母谷城・瀧之城・下須戒城の3ヶ城を1つに縮小すること、湯築城・大津城・千里城・本尊城・興居島城・賀嶋城・来島城・小湊城・櫛辺城・壬生川城の主要な10ヶ城のみを残すことを命じている。
天正15年（1587年）に隆景が秀吉から筑前国を与えられると、隆景は本国の備後やその周辺から多くの家臣を率いて筑前に下向した。隆景の筑前支配に関する史料には奉行人として井上春忠、鵜飼元辰、桂景種、手嶋景繁らの名が見られる一方で宗勝の名は見られないが、福岡県立図書館所蔵の「名島城絵図」によると、名島城の二の丸に井上春忠、三の丸に宗勝が配置されており、宗勝は家臣団の長老として重きを成したものと推測されている。
天正17年（1587年）から天正19年（1591年）までの毎年正月には、名島城で隆景、宗勝、井上春忠、鵜飼元辰、桂景種、手嶋景繁らが交替で主催者となり、博多の商人である神屋宗湛を迎えて連日茶会が開催されたことが「宗湛日記」に記されている。
天正20年（1592年）の文禄の役においては、宗勝も隆景に従って朝鮮へ渡海したが、朝鮮で病を得て帰国し、同年9月23日に立花山城近くの筑前国糟屋郡秋屋で死去。享年66。法名は宗勝寺殿天與勝運大居士。宗勝は永禄12年（1569年）に亡妻の菩提を弔うために筑前で建立した真福寺に葬られ、遺髪が本領である安芸国忠海の勝運寺に納められた。隆景は宗勝の名前から真福寺の寺号を「宗勝寺」と改め、寺領として20石を寄進した。宗勝の後は次男の乃美景継が継いだ。

## 逸話
- 小早川隆景からの信頼厚く、残された書状の中には、「あれこれ相談したいので早く来るように。待っている。（彼是申し談ずべく候。早々御渡り有るべく候。待ち申し候。待ち申し候。恐々謹言）」とだけ記した宗勝宛ての隆景自筆の書状も残されている[43]。
- 永禄5年（1562年）以前、備後国尾道の浄土寺の長老が梵鐘鋳造について尾道の鋳物師に任せることを小早川隆景に願い出た。当時、備後守護の山名氏から鋳物師の棟梁たる「国中惣大工職」として認められ、備後国の有力国人である上原豊将の庇護を受けるようになった備後国御調郡宇津戸の丹下氏と、丹下氏の支配から逃れる新興の尾道の鋳物師の争いが起こっており、往昔の筋目は丹下氏にあったため隆景は一人で判断せず、宗勝に命じて毛利元就と隆元の判断を仰がせた。その結果、毛利氏の五奉行の一人である児玉就忠と宗勝が連署[44]して備後の国人である木梨隆盛に申し入れを行っている。なお、浄土寺の梵鐘にまつわる問題は解決まで長い年月を要することとなり、毛利元就や小早川隆景に加え、木梨隆盛の子・木梨元恒や上原豊将の子・上原元将らを巻き込む争いに発展している[45]。
- 『小早川家文書』には小早川家における座配を記した文書が複数年分残されており、乃美宗勝は常に記載されているわけではないが、記載されている場合には、上座筆頭である椋梨弘平と梨子羽宣平に次ぐ位置にその名が記されている。なお、天正14年（1586年）の座配書立では「梨子羽殿」の記載がなく「椋梨殿」に次ぐ2番目に「乃美殿」と記されている[46]。
- 大友戦においては毛利軍のなかで最も活躍し、大友氏の部将戸次鑑連は宗勝を高く評価したとされる。
- 生涯に亘って毛利元就、毛利隆元、小早川隆景、豊臣秀吉の4人から戦功ありとして感状を複数与えられており、『閥閲録』巻11「浦図書」には、宗勝が感状を与えられた14の戦いの一覧（御感状陣所合戦場付立）が記されている[3]。それによると以下の通りである。なお、14の合戦に加えて、田坂善慶誅殺も付記されているが、この記載は江戸期に作成されたと考えられている[47]。
  - 出雲国島根郡（第一次月山富田城の戦い）
  - 安芸国能見島人之瀬
  - 土佐国戸坂ヶ峯
  - 豊前国門司（門司城の戦い）
  - 筑前国立花山城（立花山城の戦い）
  - 摂津国木津川口（第一次木津川口の戦い）
  - 播磨国高砂辺符之町における放火
  - 豊前国今井・元長（門司城の戦い）
  - 伊予国麻嶋
  - 安芸国厳島（厳島の戦い）
  - 讃岐国摺臼山（元吉合戦）
  - 摂津国花隈城
  - 伊予国西王寺城攻め
  - 備前国児島郡八浜（八浜合戦）
- 現在の広島県竹原市忠海中町に鎮座する忠海八幡神社の境内社として郷土の賢人を祀った郷賢祀社が存在し、浅野長治、平賀晋民、木島晩翠、池田快堂、田窪藤平、山根与三兵衛と共に「浦宗勝公」の名前で宗勝が祀られている。

## 子孫
宗勝の子孫は、直系の子孫が浦姓を、傍系の子孫が「案浦（あんのうら）」と言う苗字を称していると言われている。案浦と言う苗字は宗勝寺住職の談話、福岡県糟屋郡に残る石碑などから、「宗勝の側室の子の系統であることから浦を名乗る事が出来なかった子孫が、宗勝を偲び、安芸を安木と読み替え『安木の浦』から誕生した」と伝承されている。案浦姓は福岡県糟屋郡にしか存在しない100戸余りの少ない姓である。毛利家は守護大名の墓守（大内盛見公）の菩提を弔うために糟屋郡粕屋町の泉蔵寺に案浦姓を配備し長く護持繁栄とした。今もなをつづく繁栄は盛見公なしでは語れない。
宗勝の直系の末裔は、江戸時代半ばに嫡流（宗勝の次男・景継流）が絶え、度々他家から養子が入っている（詳しくは浦氏の系図を参照）。幕末の長州藩家老・国司就孝の次男である浦元襄もその一人である。

## 肖像画
宗勝の菩提寺である勝運寺には宗勝の肖像画が2幅所蔵されている。一方は直垂を着用した姿を描いた肖像画であるが、もう一方は「紙本著色浦宗勝甲冑像」と呼ばれる縦100.4cm×横43.4cmの肖像画で、金泥で胡蝶文が散らされた豪華な鎧直垂の上に三つ巴紋が入った黒糸縅の鎧を着用し、右手に采配を握って、高麗縁の揚畳に座している。また、膝前には戦国期に流行した阿古陀形の鉢に小振りの鍬形がついた兜が置かれ、腰には長い太刀と短い脇差を差しており、武士としての威儀を整えて、隆景に仕えた武勲の誉れを今に伝えるものとなっている。この肖像画には万治元年（1658年）に臨済宗妙心寺派の高僧である虚檽了廓によって記された賛があり、宗勝の生涯についての記述と共に、宗勝の孫が祖父の功名を後世の子孫に伝えるために肖像画を制作したという経緯が記されていることから、肖像画の制作時期は賛が記された万治元年（1658年）頃と考えられている。
また、宗勝が葬られた宗勝寺にも近世の作品ではあるが、宗勝の肖像画が伝来している。

## 墓所
- 昌光山 宗勝寺（福岡県福岡市東区下原5丁目892） - 立花山城代を務めていた永禄12年（1569年）に、亡妻を弔うために在安舜宅を開山として建立した曹洞宗の寺院。元々の寺号は「真福寺」だったが、宗勝が葬られた際に隆景により「宗勝寺」に改められた。同寺には宗勝の肖像画や10点の古文書が伝来し[42]、宗勝夫妻と家臣5名のものと伝えられる墓碑がある[49]。
- 翫月山 勝運寺（広島県竹原市忠海床浦2丁目10-1） - 元亀元年（1570年）から天正9年（1581年）にかけて、本領の安芸国忠海に建立された曹洞宗の寺院。宗勝が死去した際は宗勝の遺髪が納められ、宗勝の肖像画2幅が伝来する[48]。